# Parkentin (Adelsgeschlecht)

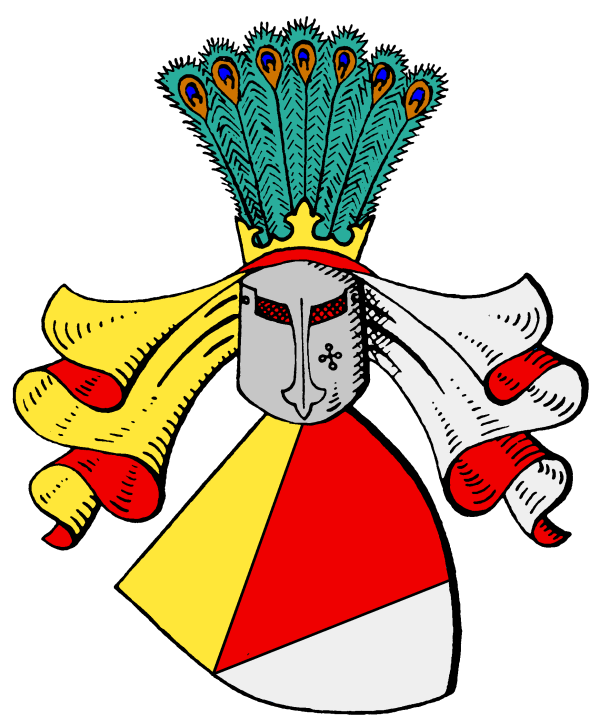
Wappen derer von Parkentin

Parkentin, auch Perkentin, Berckentin, Berkentin oder Barkentin u. ä., ist der Name eines alten lauenburgischen Adelsgeschlechts, das späterhin auch in Mecklenburg und Dänemark zu einigem Ansehen gelangte.

## Geschichte

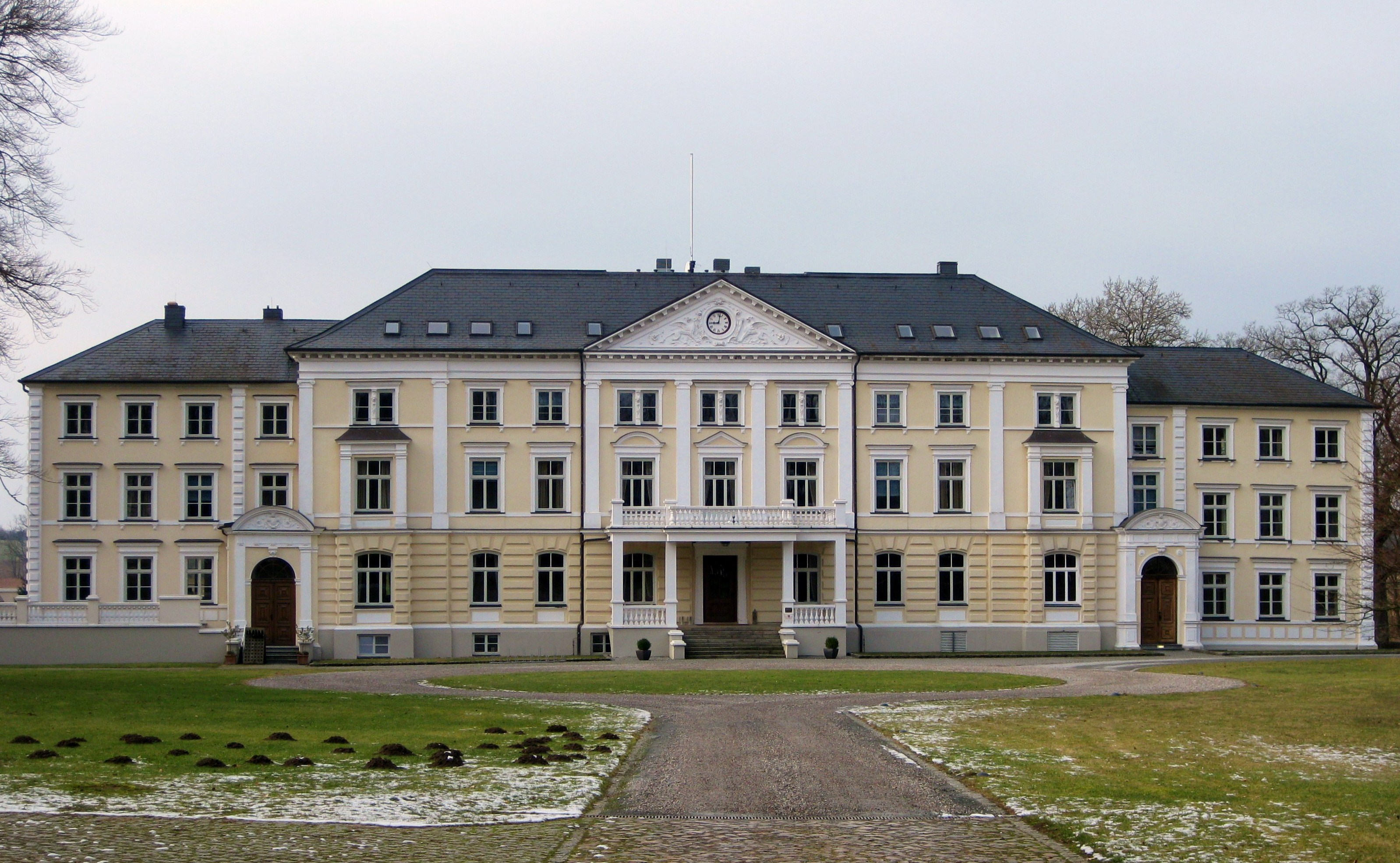
Schloss Lütgenhof

Das Geschlecht entlehnt seinen Namen vom Stammgut Berkenthin, das es nebst Zecker (Zecher) besessen hat und wo es mit Detlevus de Barckenthien im Jahre 1261 erstmals urkundlich erschien. Das Geschlecht breitete sich ab dem Jahr 1301 vor allem im Mecklenburg aus, war dort sehr angesehen und reich begütert.
Die Parkentins hatten am 1. August 1523 auch die Union der Landstände mitgesiegelt und 1572 an der Überweisung der Klöster teilgenommen. Ein Zweig der Familie begab sich in dänische Dienste und konnte zu höchsten höfischen Ämtern aufsteigen, in dessen Folge Christian August von Berkentin (* 1694; † 1758) im Jahre 1750 in den dänischen Grafenstand nobilitiert wurde. Dieser verkaufte 1746 seinen mecklenburgischen Güterbesitz um Dassow, der teilweise seit 1301 im Besitz der Parkentin war. Bis 1755 hatte danach Hans Dietrich von Berkentin († 1769), noch das Gut Schönfeld besessen. Im 18. Jahrhundert hatten die Parkentins auch noch die Güter Prieschendorf und Muchow.

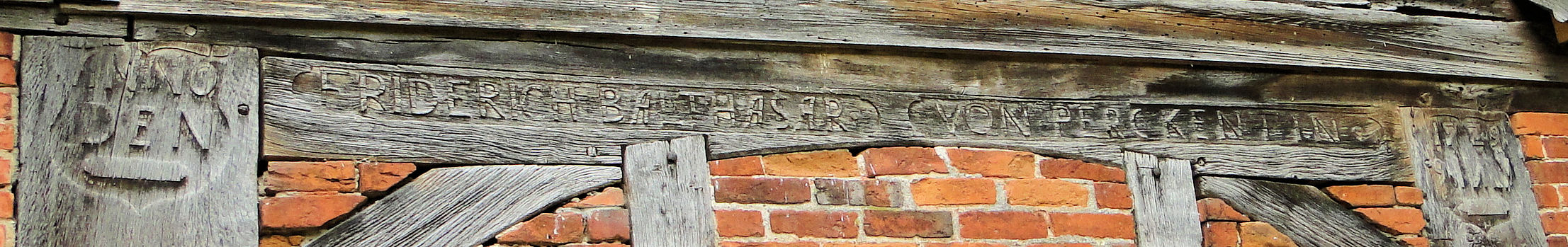
Inschrift in einem Eichenbalken des Gutshauses Bolz

Das Gut Bolz gehörte ab 1605 über 130 Jahre den von Parkentien. Im mittleren Eichenbalken des links vor dem ehemaligen Gutshaus stehenden eingeschossigen Fachwerkkatens erinnert noch die Inschrift Anno den FRIEDRICH BALTARSAR PARKENTIN 1729, 9. Juli. an diese Zeiten. Auf der Nonnenempore der Ribnitzer Klosterkirche befindet sich die Gedächtnistafel der Konventualin Maria Christiane Ilsabe von Parkentin aus dem Hause Bolz. Auf der heraldisch rechten Seite ist das Allianzwappen ihrer Eltern, dem Vater Joachim Friedrich von Perkentien a. d. H. Bolz und der Mutter Ilsabe Dorothea von Perkentien geborene von Sperling a. d. H. Groß Raden. In der Klosterkirche befindet sich auch der Grabstein dieser Konventualin, hier wird ihr Name aber Perkentien geschrieben. Mit ihrem Ableben am 8. April 1775 im Ribnitzer Kloster erlosch der Weibesstamm im Mecklenburg. Im Einschreibebuch des Klosters Dobbertin ist 1700 Dorothea Sophia von Perkentien unter der Nr. 30 eingetragen worden.
Mit dem dänischen Geheimrat und Oberlanddrost der Grafschaft Pinneberg Heinrich Dietrich von Barkenthin († 1769) ist das Geschlecht im Mannesstamm, mit Louise von Plessen, geb. von Berckentin († 1799) dann auch in weiblicher Linie ausgegangen.
Im Lübecker Dom befand sich eine Grabkapelle der Familie von Berkentin. Hier wurden unter anderem Christian August von Berkentin und seine Tochter Louise, verehelichte von Plessen, beigesetzt.

## Besitz

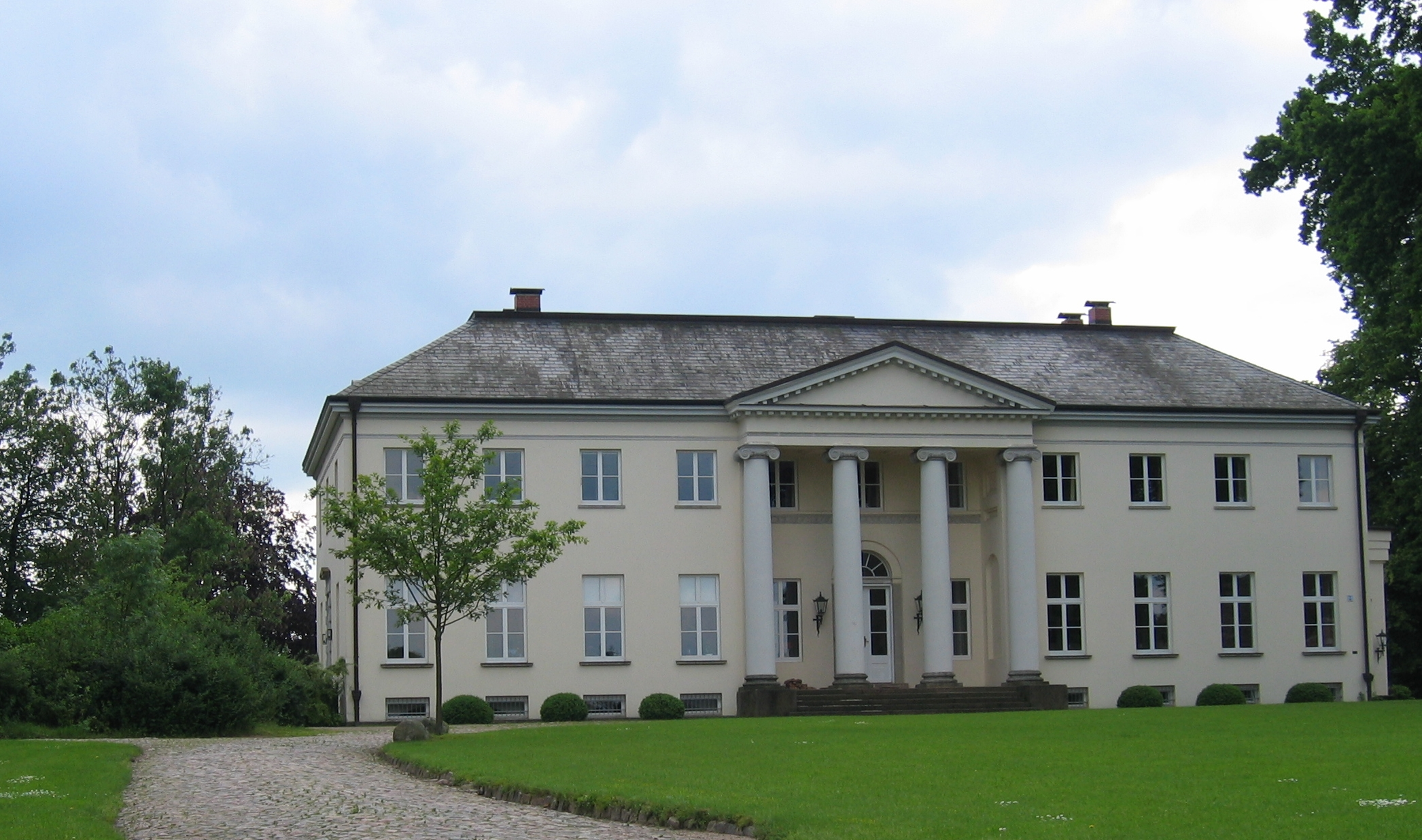
Herrenhaus Schönfeld

Das Geschlecht der Parkentin hatte historischen Güterbesitz in Lauenburg mit Berkenthin nebst Zecker/Zechar und Prethen, sowie in Mecklenburg, vor allem im Amt Sternberg mit Bolz und Ruchow, sowie weiterhin mit den Gütern Dassow, Lütgenhof, Prieschendorf, Kaltenhof, Parkentin, Hohen Pritz, Klein Pritz, Schmachtenhagen, Tieplitz und Schönfeld.

## Wappen

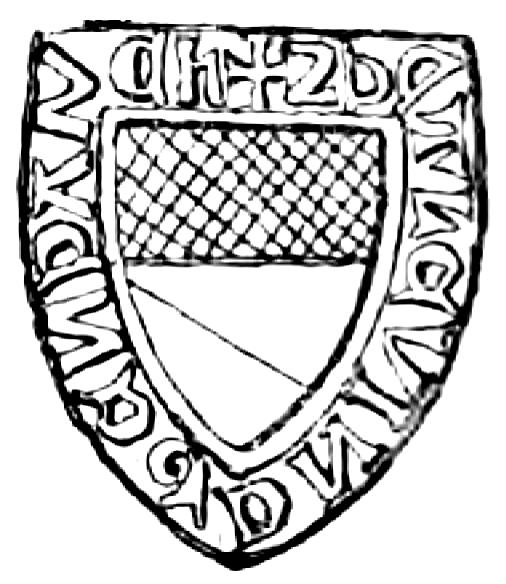
Siegel des Ritters Dethlev Negendank, 1329
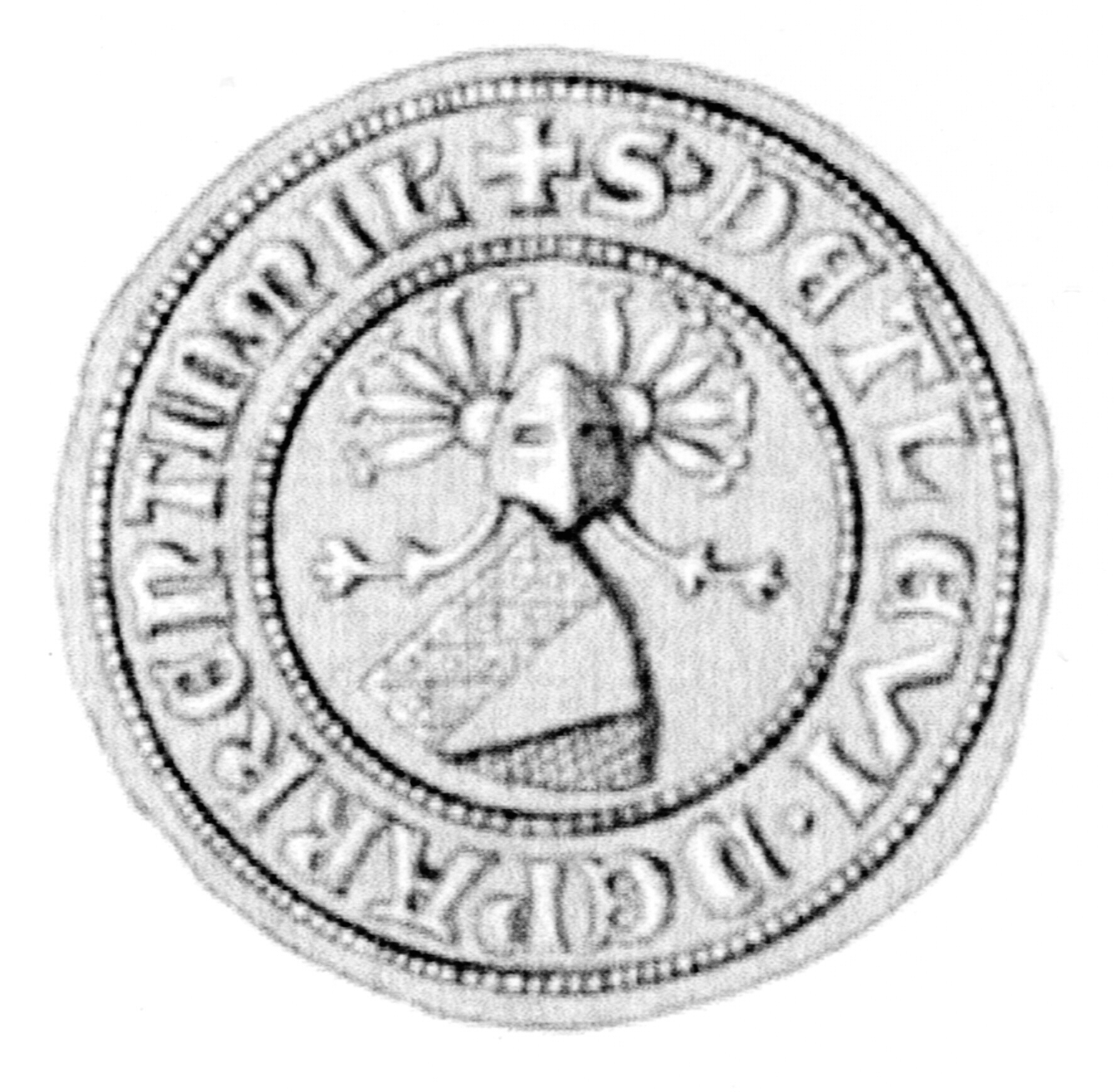
Siegel des Ritters Detlev de Parkentin, 1345
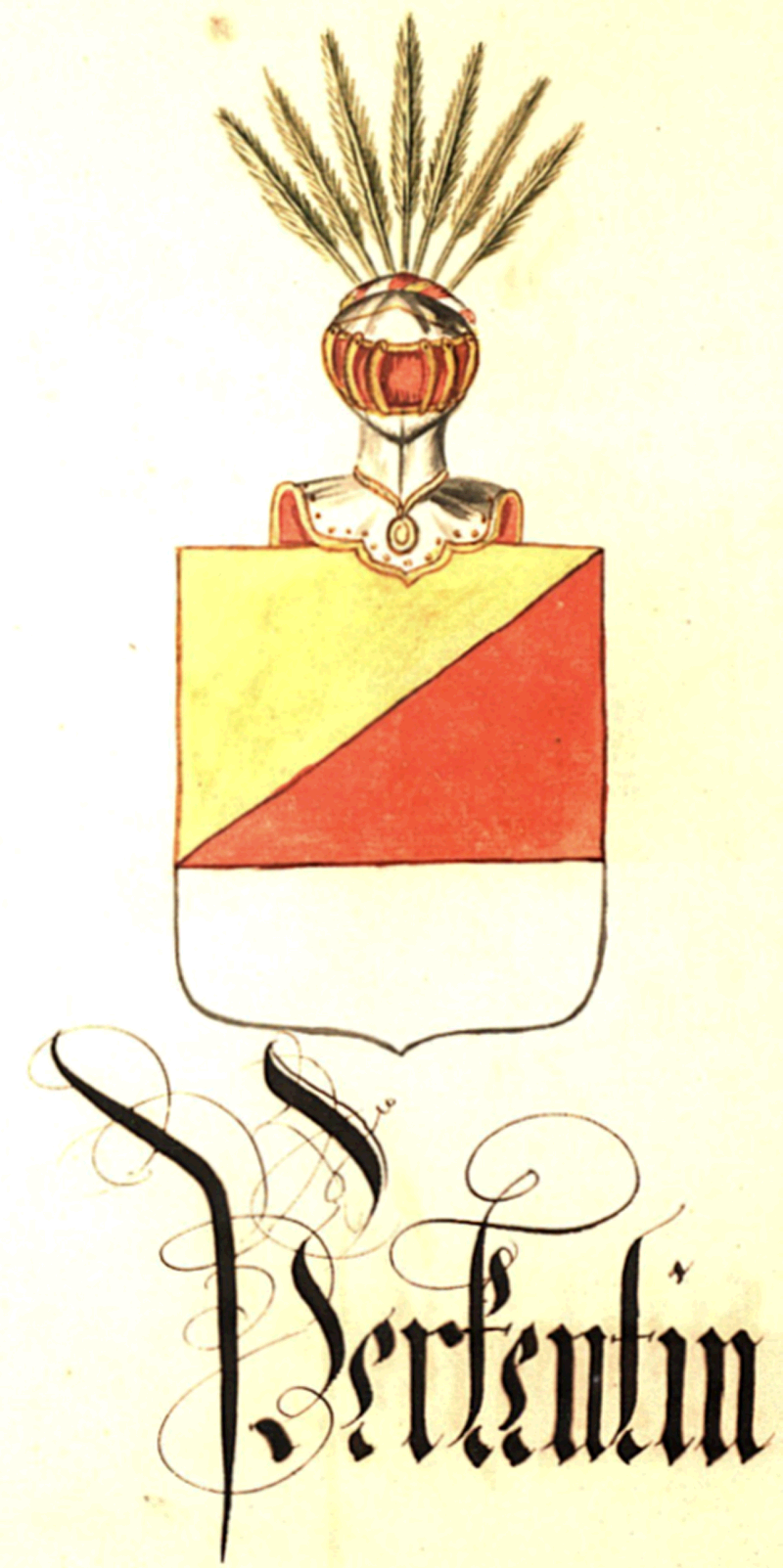
Abbildungen von Wappen Schleswig-Holsteinischer, Dänischer und anderer adeliger Familien

Das Stammwappen ist mit einer rechten Spitze von Gold, Rot und Silber geteilt. Auf dem gekrönten Helm mit rechts rot-goldenen und links rot-silbernen Decken, sieben Pfauenfedern. Das Geschlecht von Parkentin führte fünf verschiedene Wappenvariationen mit zum Teil stark voneinander abweichendem Schildinhalt. Das Wappen aus dem Hause Bolz war das am häufigsten geführte Wappen des Geschlechtes.
Wappengleich waren die mecklenburgischen Geschlechter Negendank und Plüskow.  Nach den Forschungen von Georg Christian Friedrich Lisch war das Wappen ursprünglich ein quer geteilter Schild. Der obere Teil nahm nicht ganz die Hälfte, sondern (wie ein Schildhaupt) eher ein Drittel ein, während der untere Teil in sich schräg geteilt war. Die untere Teilung wandelte sich mit der Zeit in die Spitze.

## Angehörige

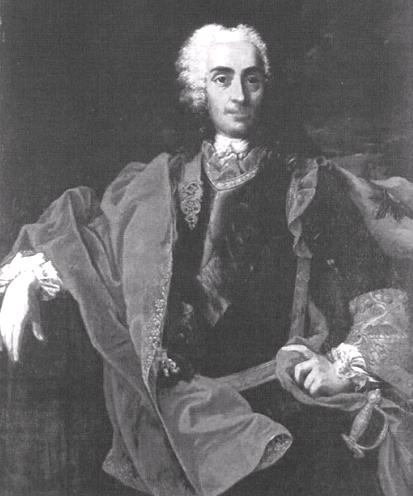
Graf Christian August von Berkentin

- Detlef von Berkentin († 1419), von 1395 bis 1419 Bischof des Bistums Ratzeburg
- Johannes von Parkentin (* vor 1450; † 1511), von 1479 bis 1511 Bischof des Bistums Ratzeburg
- Hartwig von Parkentin, († nach 1624), Domherr in Lübeck
- Marquard von Parckentin († 1666), Erbherr auf Lütgenhof und Kaltenhof, mecklenburgischer Oberjägermeister
- Barthold von Parkentin (* 1640; † 1677), Erbherr auf Lütgenhof und Kaltenhof, mecklenburgischer Oberjägermeister
- August von Berckenthien († nach 1699), ab 1699 Etatsrat in Schleswig-Holstein
- Claus Hartwig von Perckenthin († 1719), Ritter des Dannebrogordens, dänischer Geheimer Rat, Landdrost zu Pinneberg, Oberhofmeister der Königin von Dänemark
- Christian August von Berkentin (* 1694; † 1758), Ritter des Dannebrogordens, dänischer Diplomat, Konferenzrat und Kammerherr und Geheimer Staatsrat
- Gebhard Ulrich von Perckentin (* 1689; † 1766), deutsch-dänischer Landdrost (Landrat) der Herrschaft Pinneberg